# Federico Chiesa
Federico Chiesa (Genova, 1997. október 25. –) Európa-bajnok olasz válogatott labdarúgó, a Liverpool játékosa.

## Pályafutása

### Klubcsapatokban

#### Fiorentina
Az US Settignanese és a Fiorentina korosztályos csapataiban nevelkedett, utóbbiban lett profi. 2016. augusztus 20-án a Juventus FC ellen mutatkozott be az olasz élvonalban, az első félidőben volt pályán. Szeptember 29-én az Európa-ligában az azeri Qarabağ FK ellen a 67. percben Federico Bernardeschi cseréjeként debütált. December 8-án az azeri klub elleni csoportmérkőzés visszavágóján megszerezte első gólját a felnőttek között. 2017 januárjában 2021-ig meghosszabbították a szerződését. Január 21-én a Chievo Verona ellen megszerezte a bajnokságban az első gólját.

#### Juventus
2020. október 5-én a Juventus vette kölcsön. A torinói csapat vásárlási jogot is szerzett Chiesa játékjogának végleges megszerzésére. Október 17-én debütált új csapatában és gólpasszt adott Álvaro Moratának, majd később piros lapot kapott a Crotone elleni 1–1-es döntetlen során. Három nappal később bemutatkozott a Bajnokok Ligájában egy 2–0 arányban megnyert találkozón az ukrán Dinamo Kijiv ellen. December 2-án a párharc visszavágóján megszerezte első gólját a fekete-fehér mezben. Első bajnoki találatát december 16-án jegyezte az Atalanta ellen, amely meccsen klubja így egy 1–1-es döntetlent játszott.

### Liverpool
2024. augusztus 29-én a Premier League-ben szereplő Liverpool írt alá, 10 millió fontért cserébe. Szeptember 17-én mutatkozott be új klubjában az UEFA-bajnokok ligájában az olasz AC Milan ellen 3–0-ra megnyert találkozó 93. percében Mohamed Szaláh cseréjeként. Szeptember 25-én a ligakupában is debütált a West Ham United ellen, és gólpasszt adott Diogo Jotanak. 2025. január 11-én megszerezte első gólját a klub színeiben az Accrington Stanley elleni 4–0-s hazai győzelem során a kupában.

### A válogatottban
Tagja volt a 2017-es U21-es Európa-bajnokságon részt vevő olasz U21-es labdarúgó-válogatottnak Lengyelországban. 2024. június 6-án bekerült a 2024-es labdarúgó-Európa-bajnokságra utazó végleges keretbe.

## Statisztika

### Klubcsapatokban
2025. január 11-én frissítve.
| Klub                  | Szezon           | Bajnokság        | Bajnokság | Bajnokság | Kupa  | Kupa | Ligakupa | Ligakupa | Nemzetközi | Nemzetközi | Egyéb | Egyéb | Összesen | Összesen |
| Klub                  | Szezon           | Bajnokság        | Mérk.     | Gól       | Mérk. | Gól  | Mérk.    | Gól      | Mérk.      | Gól        | Mérk. | Gól   | Mérk.    | Gól      |
| --------------------- | ---------------- | ---------------- | --------- | --------- | ----- | ---- | -------- | -------- | ---------- | ---------- | ----- | ----- | -------- | -------- |
| Fiorentina            | 2016–17          | Serie A          | 27        | 3         | 2     | 0    | —        | —        | 5          | 1          | —     | —     | 34       | 4        |
| Fiorentina            | 2017–18          | Serie A          | 36        | 6         | 2     | 0    | —        | —        | —          | —          | —     | —     | 38       | 6        |
| Fiorentina            | 2018–19          | Serie A          | 37        | 6         | 4     | 6    | —        | —        | —          | —          | —     | —     | 41       | 12       |
| Fiorentina            | 2019–20          | Serie A          | 34        | 10        | 3     | 1    | —        | —        | —          | —          | —     | —     | 37       | 11       |
| Fiorentina            | 2020–21          | Serie A          | 3         | 1         | —     | —    | —        | —        | —          | —          | —     | —     | 3        | 1        |
| Fiorentina            | Összesen         | Összesen         | 137       | 26        | 11    | 7    | 0        | 0        | 5          | 1          | 0     | 0     | 153      | 34       |
| Juventus (kölcsönben) | 2020–21          | Serie A          | 30        | 8         | 4     | 2    | —        | —        | 8          | 4          | 1     | 0     | 43       | 14       |
| Juventus (kölcsönben) | 2021–22          | Serie A          | 14        | 2         | 0     | 0    | —        | —        | 4          | 2          | 0     | 0     | 18       | 4        |
| Juventus              | 2022–23          | Serie A          | 21        | 2         | 4     | 1    | —        | —        | 8          | 1          | —     | —     | 33       | 4        |
| Juventus              | 2023–24          | Serie A          | 33        | 9         | 4     | 1    | —        | —        | —          | —          | —     | —     | 37       | 10       |
| Juventus              | Összesen         | Összesen         | 98        | 21        | 12    | 4    | 0        | 0        | 20         | 7          | 1     | 0     | 131      | 32       |
| Liverpool             | 2024–25          | Premier League   | 1         | 0         | 1     | 1    | 2        | 0        | 1          | 0          | —     | —     | 5        | 1        |
| Liverpool             | Összesen         | Összesen         | 1         | 0         | 1     | 1    | 2        | 0        | 1          | 0          | 0     | 0     | 5        | 1        |
| Karrier összesen      | Karrier összesen | Karrier összesen | 236       | 47        | 24    | 12   | 2        | 0        | 26         | 8          | 1     | 0     | 289      | 67       |

### A válogatottban
2024. június 29-én frissítve.
| Nemzet      | Év       | Mérkőzés | Gól |
| ----------- | -------- | -------- | --- |
| Olaszország | 2018     | 11       | 0   |
| Olaszország | 2019     | 6        | 1   |
| Olaszország | 2020     | 4        | 0   |
| Olaszország | 2021     | 17       | 3   |
| Olaszország | 2022     | 2        | 0   |
| Olaszország | 2023     | 4        | 3   |
| Olaszország | 2024     | 7        | 0   |
| Összesen    | Összesen | 51       | 7   |

### Góljai a válogatottban
| # | Dátum              | Helyszín                                    | Ellenfél      | Gól | Eredmény | Verseny                                      |
| - | ------------------ | ------------------------------------------- | ------------- | --- | -------- | -------------------------------------------- |
| 1 | 2019. november 18. | Renzo Barbera Stadion, Palermo, Olaszország | Örményország  | 9–1 | 9–1      | 2020-as labdarúgó-Európa-bajnokság selejtező |
| 2 | 2021. június 26.   | Wembley Stadion, London, Anglia             | Ausztria      | 1–0 | 2–1 h.u. | 2020-as labdarúgó-Európa-bajnokság           |
| 3 | 2021. július 6.    | Wembley Stadion, London, Anglia             | Spanyolország | 1–0 | 1–1 h.u. | 2020-as labdarúgó-Európa-bajnokság           |

## Magánélete
Édesapja, Enrico Chiesa 22-szeres olasz válogatott labdarúgó. 1999 és 2002 között ő is szerepelt a Fiorentina csapatában.

## Sikerei, díjai

### Klub
- Juventus
  - Olasz kupa: 2020–21, 2023–24
  - Olasz szuperkupa: 2020

### Válogatott
- Olaszország
  - Európa-bajnokság: 2020